# Palais Pálffy (Josefsplatz)

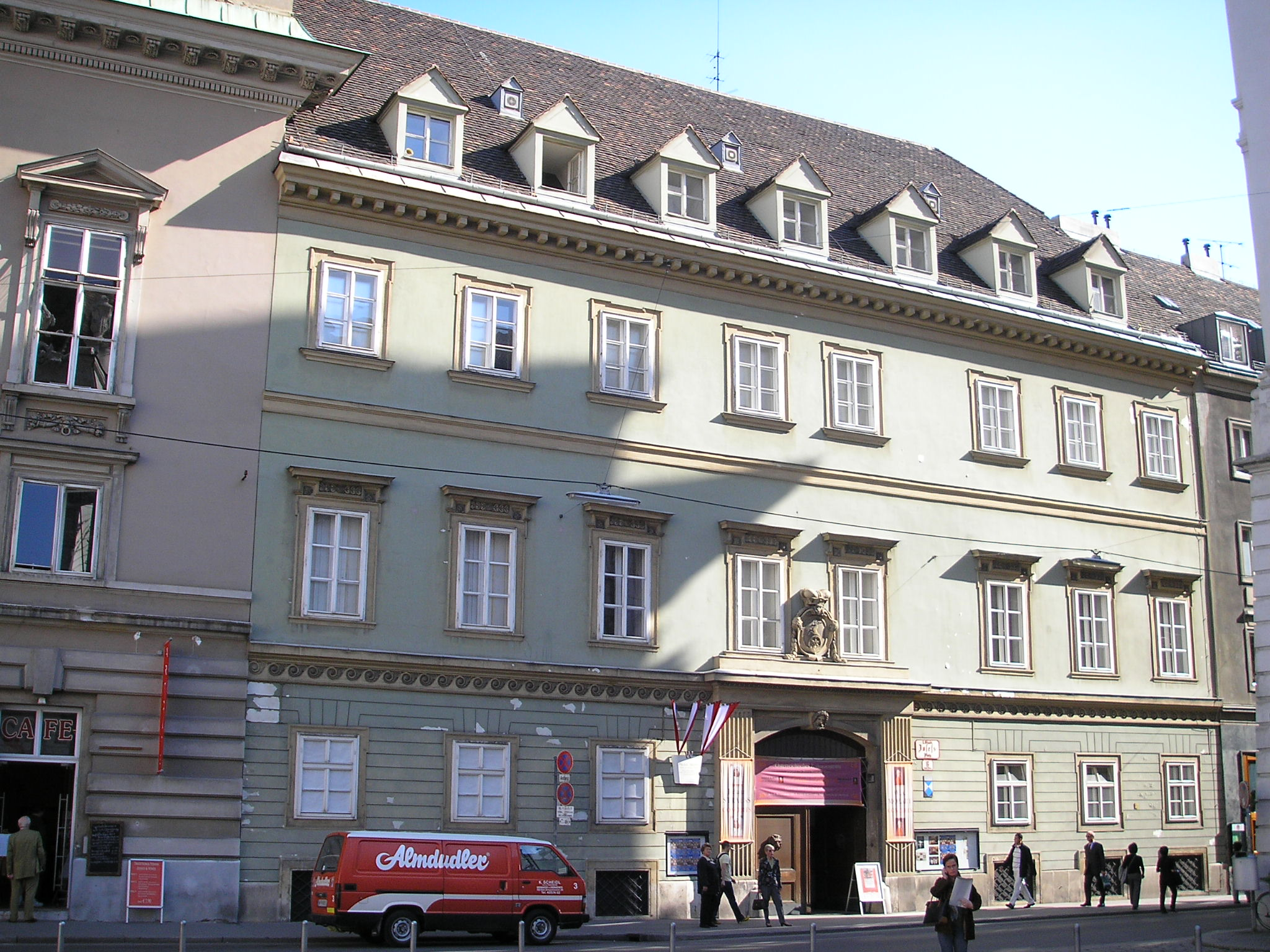
Das Palais Pálffy am Wiener Josefsplatz (2006)

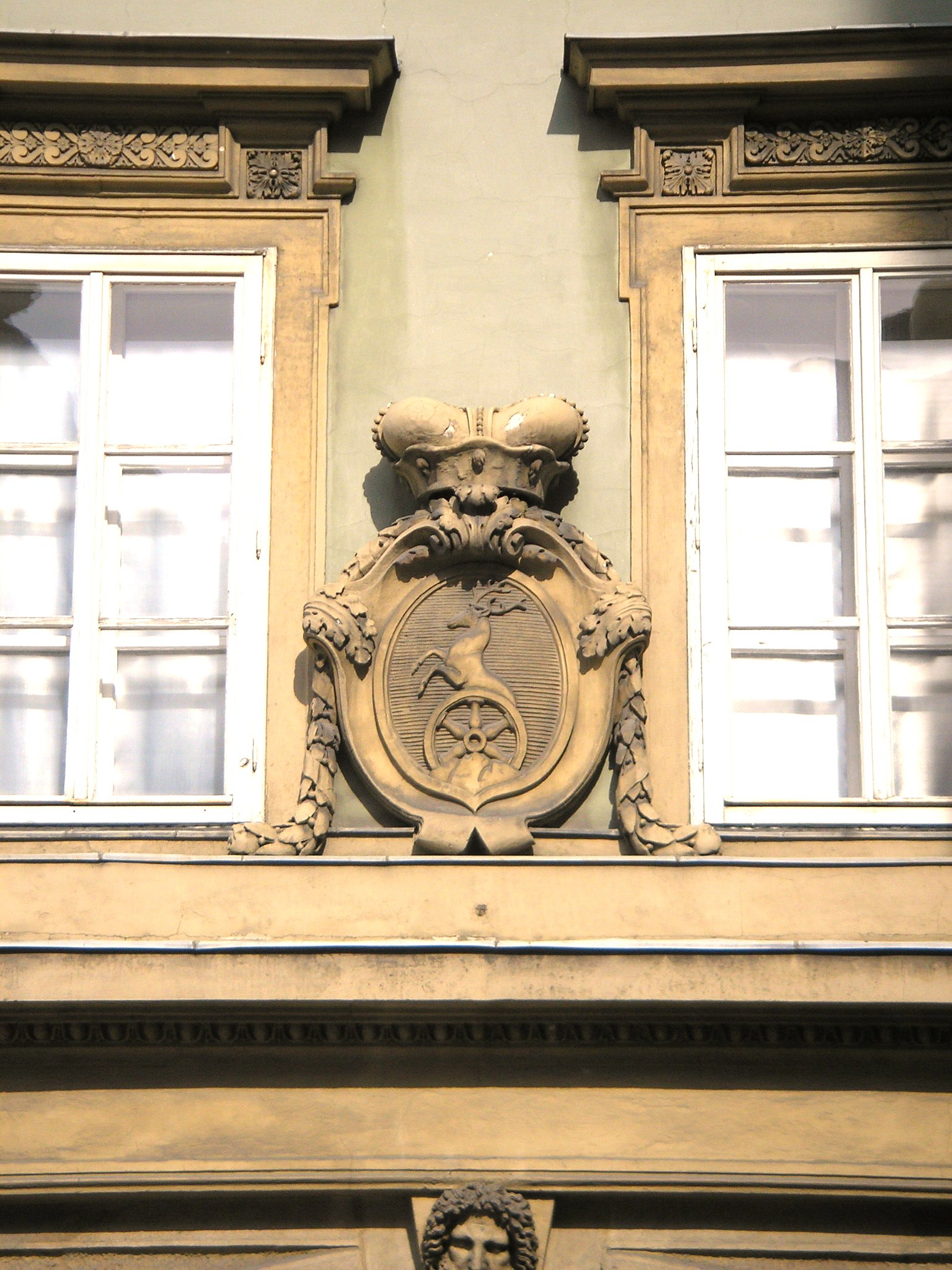
Wappen der Familie Pálffy über dem Hauptportal (2006)

Das Palais Pálffy am Josefsplatz ist ein Palais im 1. Wiener Gemeindebezirk Innere Stadt. Neben dem Palais Pálffy am Josefsplatz war die Familie Pálffy in Wien außerdem im Besitz des Palais Pálffy an der Wallnerstraße.
Heute ist das Haus Sitz des Österreichischen Kulturzentrums (ÖKZ. Österreich-Haus).

## Geschichte
An der Stelle des Palais befand sich bereits im 14. Jahrhundert die landesfürstliche Kanzlei. Anfang des 16. Jahrhunderts ging das Anwesen schließlich in den Besitz des Grafen Maithenburg und später in den der Familie Kinsky über. Das Palais Kinsky wurde allerdings durch den nächsten Besitzer Rudolf von Khuen von Belasy, Freiherr von Lambach durch ein neues Palais im Renaissancestil ersetzt beziehungsweise umgebaut. Dieses Palais wurde im Laufe der Zeit durch Zukäufe erweitert. Die Tochter von Rudolf von Khuen von Belasy heiratete schließlich Paul Graf Pálffy und brachte so das Palais im Jahre 1684 in den Besitz der Fürstenfamilie Pálffy.
Wolfgang Amadeus Mozart trat 1762 im Alter von sechs Jahren mit seiner Schwester im Palais auf.
Nach Ende des Ersten Weltkrieges ging das Palais Pálffy am Josefsplatz in den Staatsbesitz über. Im Jahr 1944 wurde das Anwesen durch einen Bombenangriff schwer beschädigt, in den Nachkriegsjahren jedoch mit Architekt Robert Kramreiter wieder aufgebaut. Dabei wurde zwar die Fassade des Palais wieder rekonstruiert, das Innere jedoch weitgehend neu gestaltet. 
In der Besatzungszeit nach dem Zweiten Weltkrieg war hier das Arbeitsprogramm Palais Palffy – Österreich Haus, ein von der Österreichisch-Amerikanischen und der Österreichisch-Sowjetischen Gesellschaft initiiertes Forum der Völkerverständigung und des Kulturaustausches. Hier entstanden dann weitere Freundschaftsgesellschaften und auch der heutige Dachverband aller österreichisch-ausländischen Gesellschaften – PaN (Partner aller Nationen). Die PaN (seinerzeit noch VÖAG) übersiedelte Anang der 1980er an den Österreichischen Gewerbeverein. 
Hier verblieb der 1969 gegründete Verein Österreichisches-Kulturzentrum-Österreich-Haus, dessen Aufgabe „die Förderung aller Maßnahmen die das Ansehen Österreichs im Kunst und Kulturleben unserer Heimat in Europa und auf der ganzen Welt vermehren“, ist.
Heute wird das Palais Pálffy am Josefsplatz vor allem für Kulturveranstaltungen und Ausstellungen genutzt. 
Seit 2013 ist das Palais auch Sitz der Künstlervereinigung Les Montmartrois en Europe.